# Good Design Award
El Good Design Award es el premio de diseño más antiguo del mundo. Creado en 1950, es organizado anualmente por el Chicago Athenaeum Museum of Architecture and Design de Chicago en colaboración con el Centro Europeo de Arquitectura, Arte, Diseño y Estudios Urbanos. El galardón premia el diseño y la innovación, la sostenibilidad, la creatividad, el diseño ecológicamente responsable, factores humanos, materiales, tecnología, artes gráficas, embalaje y diseño universal.
Los productos y gráficos deben haber sido diseñados y fabricados durante al menos 2 años antes del año del título concurso. Uno de los principales factores para la selección de premios se basa en si un producto puede enriquecer la sociedad y la vida de las personas a través de su diseño.
Aproximadamente 40.000 Good Design Award se han dado desde la creación del premio en 1950.